# HC Břasy
HC Břasy (celým názvem: Hockey Club Břasy) byl český klub ledního hokeje, který sídlil v obci Břasy v Plzeňském kraji. Svůj poslední název nesl od roku 2006. Zanikl byl v roce 2009. V letech 2004–2009 působil v Plzeňském krajském přeboru, čtvrté české nejvyšší soutěži ledního hokeje. Klubové barvy byly černá a bílá.
Své domácí zápasy odehrával v Rokycanech na tamějším zimním stadionu s kapacitou 4 000 diváků.

## Historické názvy
- HC Borgers Břasy (Hockey Club Borgers Břasy)
- 2006 – HC Břasy (Hockey Club Břasy)
- 2009 – zánik

## Přehled ligové účasti
Stručný přehled
Zdroj:
- 2004–2005: Plzeňský krajský přebor (4. ligová úroveň v České republice)
- 2005–2006: Plzeňský krajský přebor – sk. B (4. ligová úroveň v České republice)
- 2006–2009: Plzeňský krajský přebor (4. ligová úroveň v České republice)

Jednotlivé ročníky
Zdroj:
Legenda: ZČ - základní část, červené podbarvení - sestup, zelené podbarvení - postup, fialové podbarvení - reorganizace, změna skupiny či soutěže
| Česko (2004 – 2009) |                                 |           |           |                                       |              |
| Sezóny              | Soutěž                          | Úroveň    | ZČ        | Play-off, nadstavba, sk. o udržení... | Poznámky     |
| 2004/05             | Plzeňský krajský přebor         | 4. úroveň | 11. místo |                                       | Reorganizace |
| 2005/06             | Plzeňský krajský přebor – sk. B | 4. úroveň | 4. místo  | Skupina o umístění (9. místo)         | Reorganizace |
| 2006/07             | Plzeňský krajský přebor         | 4. úroveň | 8. místo  |                                       |              |
| 2007/08             | Plzeňský krajský přebor         | 4. úroveň | 9. místo  |                                       |              |
| 2008/09             | Plzeňský krajský přebor         | 4. úroveň | 9. místo  |                                       |              |